# Carlos Pinto Ferreira
Carlos Pinto Ferreira (S. Simão da Junqueira, Vila do Conde, 6 de fevereiro de 1904 — Porto, 27 de abril de 2004) foi um médico, jornalista e político português.

## Vida e obra
Fez a instrução primária na escola de Tougues, entre 1911 e 1915, e concluiu, em 1920, o Curso Geral dos Liceus no Liceu Nacional da Póvoa de Varzim, actual Escola Secundária Eça de Queirós. Ainda neste mesmo ano conclui o Curso Complementar dos Liceus no Liceu Central de Alexandre Herculano, no Porto.
Entre 1922 e 1928 licenciou-se em Medicina e Cirurgia na Faculdade de Medicina da Universidade do Porto.
Exerceu Medicina na sua terra natal, a Junqueira, e foi mais tarde nomeado Subdelegado de Saúde do concelho de Vila do Conde e em 1950 ascende ao posto de efetivo da Clínica Médica do Posto n.º 49.
Teve um papel bastante ativo na vida local sendo nomeado em 1930 Presidente da Comissão Administrativa da Câmara Municipal de Vila do Conde, presidente da Junta de Freguesia da Junqueira em 1951 e 1954 e Presidente da Câmara Municipal de Vila do Conde durante três mandatos, entre 1954-1958, 1958-1962 e 1962-1966.
Ocupou, ainda, em 1973, o lugar de Presidente da Comissão Organizadora da Casa do Povo da Junqueira.
Foi diretor e editor do jornal Renovação.
Foi um homem respeitado quer em vida quer postumamente, tendo sido inclusive, alvo de diversas homenagens.